# Regionalpark Kurtuvėnai

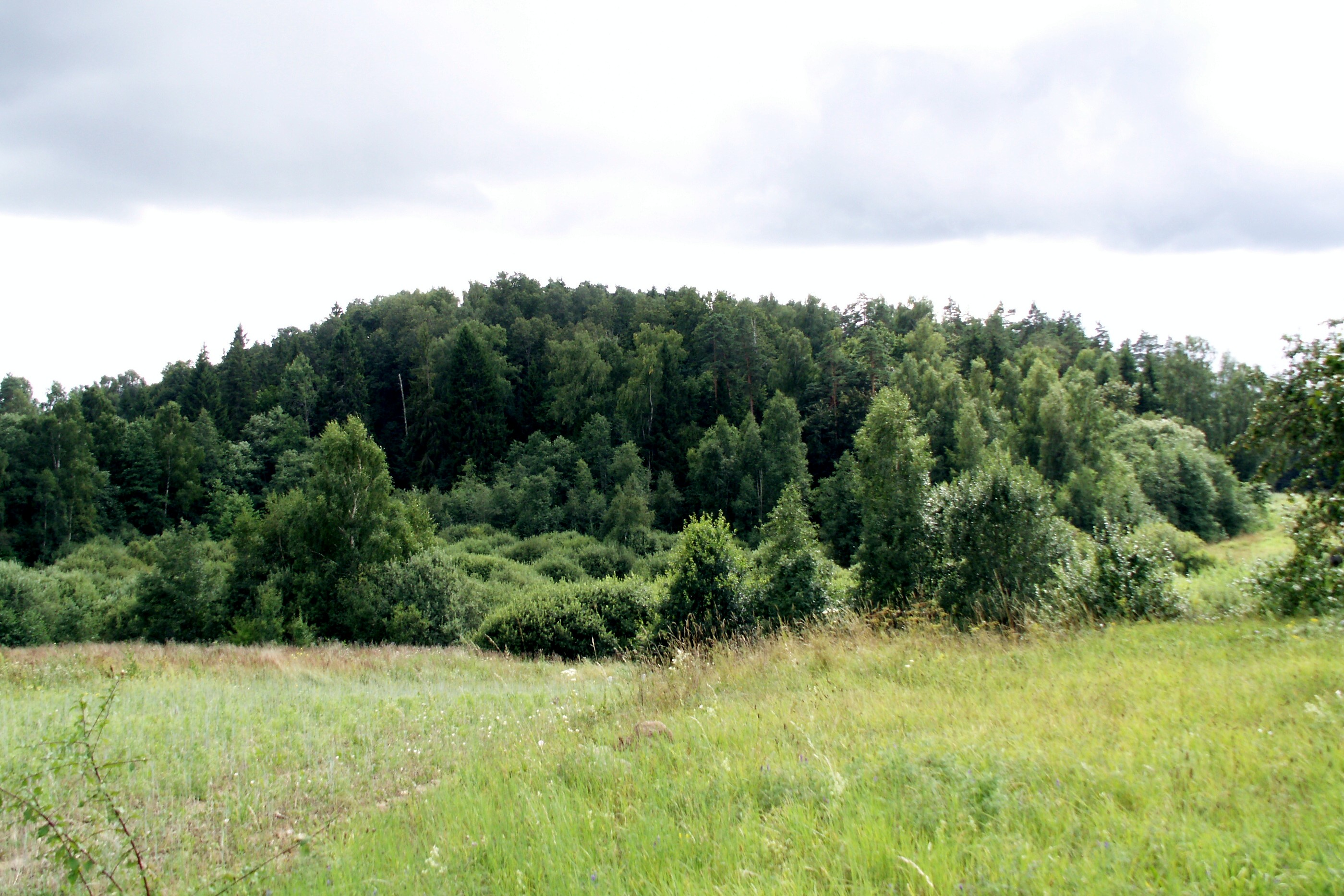
Liepkalnis

Der Regionalpark Kurtuvėnai ist ein Regionalpark im niederlitauischen Hochland bei der Venta und Dubysa in Litauen. Die Verwaltung befindet sich in Kurtuvėnai. Der Park wurde 1992 eingerichtet. Das Territorium befindet sich auf dem Gebiet der Rajongemeinden Šiauliai und Kelmė. Die Fläche des Parks beträgt 17.272 ha, davon sind 12.130 ha (80,4 %) Wälder und 422 ha (2,8 %) Gewässer. Im Territorium wohnen über 1.200 Menschen.